# Печерний коник кавказький
Печерний коник кавказький (Dolichopoda euxina) — вид прямокрилих комах родини рафідофоріди (Rhaphidophoridae). 

## Поширення
Мешкає на Чорноморському узбережжі Кавказу і в Західному Закавказзі в печерах. Це представник дуже древньої первинної тропічної фауни Кавказу. Печерний спосіб життя
дозволив зберегтися цьому конику до наших днів, незважаючи на ті сильні зміни в природному обстановці, які відбувалися на території Кавказу.
Ареал на заході обмежений Абхазією і південно-східною частиною Краснодарського краю Росії (в р-ні Сочі-Туапсе), на сході його межа проходить по території Грузії (в окрузі Кутаїсі і Ткібулі), Південної Осетії (Кваїсі). Відомий також з Артвінского округу на сході Туреччини.

## Опис
Цей коник буро-жовтого кольору, з довгими вусиками, в чотири рази перевищують довжину тіла. Тіло завдовжки 12-16 мм. Абсолютно безкрилий. Вершина тімені з парою тупих, часто чорних горбків, розділених поздовжньою борозенкою. Ноги по відношенню до тіла дуже довгі, їх лапки також довгі, з циліндричними не розширеними члениками. Передні гомілки без отворів органів слуху. Шпори на вершині задніх гомілок довгі.
Церки довгі, м'які, в волосках. Яйцеклад приблизно дорівнює
середнім стегнам, прямий, лише на вершині злегка загнутий вгору. Зовні нагадує цвіркунів.

## Спосіб життя
Різко виражений троглодит. На узбережжі мешкає в підвалах і льохах будинків, в природних умовах заселяє печери, гроти, штольні, найбільш часто - в межах лісового пояса. Під час зборів у печерах в літньоосінній період, поряд з імаго, постійно зустрічаються личинки різних віків - яйцекладка розтягнута. У циклі розвитку немає чітко
вираженою діапаузи. Яйця білі, дрібні (близько 3,5 мм в довжину і 1,5 мм в діаметрі), відкладаються в землю в поглибленнях, тріщинах, біля стін гротів, печер.